# Le Chevain

Le Chevain este o comună în departamentul Sarthe, Franța. În 2009 avea o populație de 632 de locuitori.